# Championnat de France de basket-ball 1995-1996
Navigation
Saison précédente Saison suivante
La saison 1995-1996 du championnat de France de basket-ball de Pro A est la 74e édition du championnat de France masculin de basket-ball, la 9e depuis la création de la LNB. Le championnat de Pro A de basket-ball est le plus haut niveau du championnat de France.

## Présentation
Seize clubs participent à la compétition. À la fin de la saison régulière, les équipes classées de 1 à 8 sont automatiquement qualifiées pour les quarts de finale des playoffs. Le vainqueur de ces playoffs est désigné Champion de France. L'équipe classée 16e de Pro A à l'issue de la saison régulière du championnat, descend en Pro B. Elle est remplacée par le club classé 1er de Pro B.
Le tenant du titre est Antibes. Évreux a rejoint la Pro A à l’issue de la saison 1994-1995. Lyon, 15e de la saison régulière, en proie à des problèmes financiers, est relégué administrativement en Pro B. Par conséquent, Gravelines, 16e de la saison régulière, se maintient en Pro A.
La saison régulière a débuté le 9 septembre 1995 et s'est terminé le 3 mai 1996. Pau-Orthez a remporté le championnat pour la quatrième fois de son histoire en battant en finale l'ASVEL en cinq manches. 

## Clubs participants
| Clubs       | Salles (Capacités)                                    | Villes       |
| ----------- | ----------------------------------------------------- | ------------ |
| Antibes     | Espace sportif Jean Bunoz (5000 places)               | Antibes      |
| Besançon    | Palais des Sports (4000 places)                       | Besançon     |
| Cholet      | La Meilleraie (4 500 places)                          | Cholet       |
| Dijon       | Palais des sports Jean-Michel-Geoffroy (4 628 places) | Dijon        |
| Évreux      | Salle Jean Fourre (3400 places)                       | Évreux       |
| Gravelines  | Sportica (3 500 places)                               | Gravelines   |
| Le Mans     | La Rotonde (sep.-oct) puis Antarès (6 000 places)     | Le Mans      |
| Levallois   | Palais des sports Marcel-Cerdan (3000 places)         | Levallois    |
| Limoges     | Palais des Sports de Beaublanc (5500 places)          | Limoges      |
| Lyon        | Palais des sports de Lyon (6500 places)               | Lyon         |
| ASVEL       | Astroballe (5 600 places)                             | Villeurbanne |
| Montpellier | Palais des sports Pierre-de-Coubertin (4800 places)   | Montpellier  |
| Nancy       | Palais des sports Jean Weille (4500 places)           | Nancy        |
| PSG Racing  | Stade Pierre-de-Coubertin (4 200 places)              | Paris        |
| Pau-Orthez  | Palais des sports de Pau (7 813 places)               | Pau          |
| Strasbourg  | Rhénus (4000 places)                                  | Strasbourg   |

## Classement final de la saison régulière
| Rang | Équipe         | Pts | J  | G  | P  | Pp   | Pc   | Diff |
| ---- | -------------- | --- | -- | -- | -- | ---- | ---- | ---- |
| 1    | Pau-Orthez (F) | 57  | 30 | 27 | 3  | 2602 | 2284 | 318  |
| 2    | Limoges        | 55  | 30 | 25 | 5  | 2502 | 2125 | 377  |
| 3    | ASVEL (C)      | 55  | 30 | 25 | 5  | 2612 | 2329 | 283  |
| 4    | Antibes (T)    | 51  | 30 | 21 | 9  | 2674 | 2528 | 146  |
| 5    | PSG Racing     | 47  | 30 | 17 | 13 | 2608 | 2515 | 93   |
| 6    | Levallois      | 46  | 30 | 16 | 14 | 2517 | 2454 | 63   |
| 7    | Dijon          | 46  | 30 | 16 | 14 | 2582 | 2618 | -36  |
| 8    | Nancy          | 45  | 30 | 15 | 15 | 2444 | 2437 | 7    |
| 9    | Montpellier    | 44  | 30 | 14 | 16 | 2417 | 2545 | -128 |
| 10   | Évreux (P)     | 42  | 30 | 12 | 18 | 2389 | 2485 | -96  |
| 11   | Le Mans        | 40  | 30 | 10 | 20 | 2411 | 2519 | -108 |
| 12   | Strasbourg     | 40  | 30 | 10 | 20 | 2502 | 2646 | -144 |
| 13   | Cholet         | 39  | 30 | 9  | 21 | 2386 | 2515 | -129 |
| 14   | Besançon (P)   | 39  | 30 | 9  | 21 | 2625 | 2805 | -180 |
| 15   | Lyon           | 36  | 30 | 8  | 22 | 2386 | 2588 | -202 |
| 16   | Gravelines     | 36  | 30 | 6  | 24 | 2210 | 2474 | -264 |

|     | Qualification pour les Play-offs 1996 |
|     | Relégation en Pro B                   |
| (T) | Tenant du titre 1995                  |
| (F) | Finaliste 1995                        |
| (P) | Promu 1995                            |
| (C) | Vainqueur Coupe de France 1996        |

## Playoffs
|  | Quarts de finale      | Quarts de finale      | Quarts de finale | Quarts de finale |                |    | Demi-finales | Demi-finales | Demi-finales | Demi-finales |  |  | Finale | Finale | Finale | Finale | Finale | Finale |
|  |                       |                       |                  |                  |                |    |              |              |              |              |  |  |        |        |        |        |        |        |
|  |                       |                       |                  |                  |                |    |              |              |              |              |  |  |        |        |        |        |        |        |
|  |                       |                       |                  |                  |                |    |              |              |              |              |  |  |        |        |        |        |        |        |
|  | (1) Pau-Orthez        | 84                    | 78               |                  |                |    |              |              |              |              |  |  |        |        |        |        |        |        |
|  | (1) Pau-Orthez        | 84                    | 78               |                  |                |    |              |              |              |              |  |  |        |        |        |        |        |        |
|  | (8) Nancy             | 83                    | 64               |                  |                |    |              |              |              |              |  |  |        |        |        |        |        |        |
|  | (8) Nancy             | 83                    | 64               | (1) Pau-Orthez   | 91             | 96 |              |              |              |              |  |  |        |        |        |        |        |        |
|  |                       |                       |                  |                  | 91             | 96 |              |              |              |              |  |  |        |        |        |        |        |        |
|  |                       | (4) Antibes           | 88               | 85               |                |    |              |              |              |              |  |  |        |        |        |        |        |        |
|  | (4) Antibes           | (4) Antibes           | 88               | 85               | 77             | 96 | 99           |              |              |              |  |  |        |        |        |        |        |        |
|  | (4) Antibes           |                       |                  |                  |                | 96 | 99           |              |              |              |  |  |        |        |        |        |        |        |
|  | (5) PSG Racing        | 78                    | 85               | 87               |                |    |              |              |              |              |  |  |        |        |        |        |        |        |
|  | (5) PSG Racing        | 78                    | 85               | 87               | (1) Pau-Orthez | 93 | 100          | 67           | 76           | 78           |  |  |        |        |        |        |        |        |
|  |                       |                       |                  |                  | (1) Pau-Orthez | 93 | 100          | 67           | 76           | 78           |  |  |        |        |        |        |        |        |
|  |                       | (3) Lyon Villeurbanne | 82               | 77               | 89             | 84 | 72           |              |              |              |  |  |        |        |        |        |        |        |
|  | (2) Limoges           | (3) Lyon Villeurbanne | 82               | 77               | 89             | 84 | 72           | 107          | 94           |              |  |  |        |        |        |        |        |        |
|  | (2) Limoges           |                       |                  |                  |                |    |              |              |              |              |  |  |        |        |        |        |        |        |
|  | (7) Dijon             | 101a3p                | 73               |                  |                |    |              |              |              |              |  |  |        |        |        |        |        |        |
|  | (7) Dijon             | 101a3p                | 73               | (2) Limoges      | 71             | 72 |              |              |              |              |  |  |        |        |        |        |        |        |
|  |                       |                       |                  |                  | 71             | 72 |              |              |              |              |  |  |        |        |        |        |        |        |
|  |                       | (3) Lyon Villeurbanne | 93               | 81               |                |    |              |              |              |              |  |  |        |        |        |        |        |        |
|  | (3) Lyon Villeurbanne | (3) Lyon Villeurbanne | 93               | 81               | 63             | 62 |              |              |              |              |  |  |        |        |        |        |        |        |
|  | (3) Lyon Villeurbanne |                       |                  |                  |                | 62 |              |              |              |              |  |  |        |        |        |        |        |        |
|  | (6) Levallois         | 58                    | 59               |                  |                |    |              |              |              |              |  |  |        |        |        |        |        |        |
|  | (6) Levallois         | 58                    | 59               |                  |                |    |              |              |              |              |  |  |        |        |        |        |        |        |
|  |                       |                       |                  |                  |                |    |              |              |              |              |  |  |        |        |        |        |        |        |

Le match aller se joue chez l'équipe la moins bien classée lors de la saison régulière, le match retour chez l'équipe la mieux classée et la belle éventuelle chez l'équipe la mieux classée lors de la saison régulière.
Pour la finale, les deux premiers matchs se déroulent chez le mieux classé de la saison régulière, le match 3 et éventuellement le match 4 chez le moins bien classé ; et la belle éventuelle chez le mieux classé.

## Leaders de la saison régulière
| Catégorie                  | Joueur          | Équipe      | Statistiques |
| -------------------------- | --------------- | ----------- | ------------ |
| Points par match           | Todd Mitchell   | Montpellier | 24,7         |
| Rebonds par match          | Malcolm Mackey  | Dijon       | 11,5         |
| Passes décisives par match | Laurent Sciarra | PSG Racing  | 9,3          |
| Interceptions par match    | Brian Howard    | ASVEL       | 2,2          |
| Contres par match          | Derrick Lewis   | Nancy       | 2,0          |
| % aux lancer-francs        | Charles Byrd    | Strasbourg  | 90,7 %       |
| % à 3 points               | Laurent Foirest | Pau-Orthez  | 57,3 %       |

## Récompenses individuelles
| - MVP français : - MVP étranger : - Meilleur espoir : - Meilleur défénseur : - Meilleur entraîneur : | Antoine Rigaudeau (Pau-Orthez) Delaney Rudd (ASVEL) Fabien Dubos (Pau-Orthez) Arsène Ade-Mensah PSG Racing Gregor Beugnot (ASVEL) |

- Antoine Rigaudeau (Pau-Orthez) et Delaney Rudd (ASVEL) ont été élus MVP français et étranger selon le référendum L'Équipe établi auprès des journalistes.